# Zamek w Barwałdzie

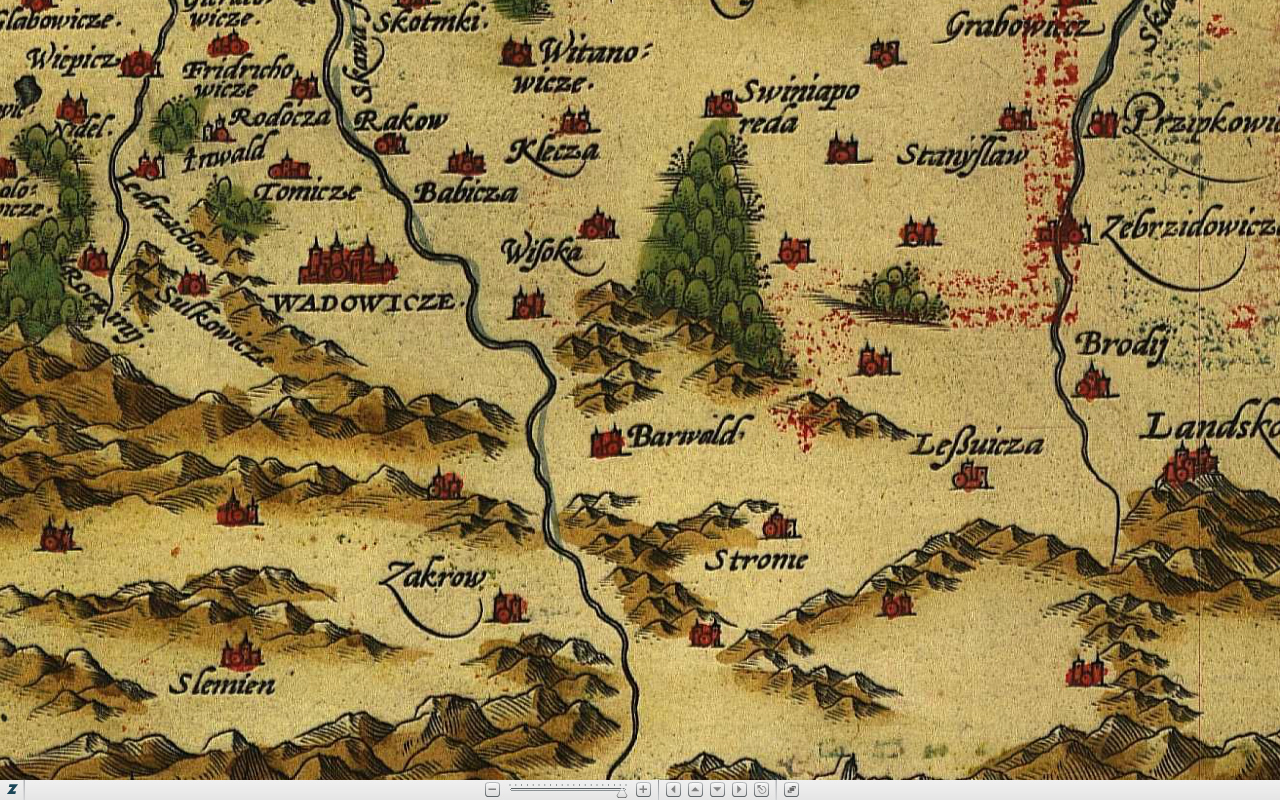
Okolice Barwałdu na mapie Abrahama Orteliusa z 1550 – kilka lat po zburzeniu zamku.

Zamek w Barwałdzie – średniowieczny zamek rycerski w Barwałdzie Górnym w powiecie wadowickim w województwie małopolskim. Zburzony w 1477 roku.

## Historia
Zamek w Barwałdzie, położony na szczycie góry Żar (527 m n.p.m.), nazywanej również Górą Włodkową lub Zamczyskiem, strzegł w XIV wieku wschodnich granic Księstwa Oświęcimskiego, którego władcy byli lennikami królów Czech; po przeciwnej stronie granicy, w ziemi krakowskiej, należącej do królów Polski, stał zamek w Lanckoronie.
Na podstawie źródeł historycznych i analizy sytuacji politycznej można domniemywać, że zamek w Barwałdzie został zbudowany w połowie XIV wieku przez księcia oświęcimskiego Jana I Scholastyka, który w 1327 złożył hołd lenny królowi czeskiemu Janowi Luksemburskiemu, a wschodnia granica księstwa stała się granicą dwóch wrogich sobie państw. W latach 1427–1429 wymieniony jest starosta barwałdzki Mikołaj Rudzki. W źródłach pisanych zamek pierwszy raz pojawia się w roku 1440. Początkowo mieli tu swoją rezydencję Skrzyńscy herbu Łabędź, lennicy książąt oświęcimskich, trudniący się rozbojem jako tzw. rycerze rabusie. Oprócz zamku w Barwałdzie Skrzyńscy posiadali również zamki w Żywcu. W 1452 roku Polacy pod dowództwem Piotra Szafrańca wyprawili się przeciwko Włodkowi ze Skrzynna, trzymającego w tym czasie zamek w Barwałdzie.
W XV wieku zamek w Barwałdzie i zamki w Żywcu przeszły w ręce Komorowskich herbu Korczak. W drugiej połowie lat 70. XV wieku roku warownie te zostały zniszczone w wyniku akcji wojsk króla Kazimierza Jagiellończyka skierowanej przeciwko Komorowskim; sprzyjali oni królowi Węgier Maciejowi Korwinowi, który sprzymierzył się z zakonem krzyżackim przeciwko Polsce, toteż kontrolowane przez nich zamki w Barwałdzie, Żywcu i Szaflarach stały się zagrożeniem dla Królestwa Polskiego.
Według relacji Jana Długosza akcję militarną przeciwko Komorowskim przeprowadził w 1477 roku starosta krakowski i wojewoda sandomierski Jakub z Dębna; trwała ona siedem tygodni i uczestniczyły w niej wojska zaciężne oraz artyleria. Zamek w Barwałdzie poddał się oblegającym, po czym Kazimierz Jagiellończyk kazał go zburzyć i zrównać z ziemią; w opisie Długosza znajduje się wzmianka, że zamek ten „murem wyniosłym i położeniem nader obronnym był ubezpieczony”.
Według tradycji kamienie pochodzące z rozbiórki ruin zamku w Barwałdzie zostały wykorzystane w latach 1616–1617 przez Mikołaja Zebrzydowskiego, fundatora Sanktuarium w Kalwarii Zebrzydowskiej, do budowy kaplicy św. Marii Magdaleny na górze Żar, obecnie Pustelni Pięciu Braci Polaków z kaplicą św. Magdaleny.

## Plan zamku
Zamek w Barwałdzie zbudowano na płaskim szczycie góry na planie wydłużonego owalu o wymiarach 50 metrów na 20 metrów. Warownię otaczał pojedynczy wał ziemny i sucha fosa o głębokości do 10 m; od strony północnej istniał dodatkowy rów obronny. Obecnie na wierzchołku góry Żar zachowały się pozostałości wału ziemnego o wysokości 6 m i fosy oraz resztki fundamentów murów, szczególnie przy wewnętrznej krawędzi majdanu.